# Pozzen
Pozzen oder Pozzing ist die absichtliche Serokonversion HIV-negativer Personen durch kondomlosen Sex mit HIV-positiven Personen. HIV-negative Personen, welche eine absichtliche Serokonversion anstreben, bezeichnen sich als Bug Chaser, der HIV-positive Gegenpart als Gift Giver.

## Übersicht
Das Wort leitet sich von positiv ab. Dabei sollen sich HIV-Negative absichtlich durch Personen mit hoher Viruslast mit dem HI-Virus infizieren lassen. Dies ist zu unterscheiden vom sog. Barebacking, bei dem eine Infektion nicht angestrebt, aber mitunter in Kauf genommen wird. Die Existenz des Pozzens ist allerdings unbelegt. In die Medienöffentlichkeit geriet das Thema 2003 durch einen Artikel von Gregory A. Freeman im Rolling Stone, dessen Korrektheit hinsichtlich der darin behaupteten Häufigkeit des Phänomens allerdings bald darauf von Quellen, die in ihm zitiert wurden, bestritten wurde und der deshalb unter anderem von Andrew Sullivan und der Gay and Lesbian Alliance Against Defamation scharf kritisiert wurde. Ein für eine Sendung der BBC durchgeführtes Experiment mit einem HIV-positiven Mann, der in Internet-Foren Kontakt mit „Bug Chasern“ suchte, kam zum Schluss, dass die überwältigende Mehrheit dieser Gespräche „reine Fantasien“ darstellten, die aber dennoch eine Bereitschaft zu riskantem Sexualverhalten beförderten. Gründe der Bugchaser sollen, unter anderem, permanente Angst vor einer Infizierung, finanzielle oder soziale Probleme, Liebe oder Verlustangst sowie der Wunsch nach zukünftigem ungeschützten Geschlechtsverkehr mit HIV-Positiven sein.

## Rechtliche Qualifikation
Unabhängig davon, ob die angesteckte Person in die Ansteckung einwilligt oder nicht, wird mit der Ansteckung aus rechtlicher Sicht eine Körperverletzung begangen. Ob und wie diese strafbar ist, hängt jedoch vom jeweiligen Landesrecht ab. Das Strafmaß hängt unter anderem davon ab, ob fahrlässig oder gar vorsätzlich eine Ansteckung verursacht wurde.

### Situation in der Schweiz
Das schweizerische Bundesgericht hat in Bundesgerichtsentscheid 131 IV 1 festgehalten: „Die HIV-Infektion ist schon als solche objektiv eine schwere (lebensgefährliche) Körperverletzung“ (nach Art. 122 StGB). Allerdings kann die Strafbarkeit hiervon entfallen, wenn der angesteckte Partner hiermit ausdrücklich einverstanden war. Das Bundesgericht subsumiert dies unter den Rechtsbegriff der Eigenverantwortlichen Selbstgefährdung und führt aus: „Eine Verurteilung der HIV-infizierten Person wegen (versuchter) schwerer Körperverletzung fällt ausser Betracht, wenn der Partner in Kenntnis der Infektion und des Übertragungsrisikos freiverantwortlich mit dem ungeschützten Sexualkontakt einverstanden ist und das Geschehen mitbeherrscht“.
Unabhängig hiervon erfüllt ein Täter, der absichtlich andere mit HIV infiziert, den Tatbestand von Art. 231 StGB „Verbreiten menschlicher Krankheiten“. Da das geschützte Rechtsgut bei diesem Tatbestand die öffentliche Gesundheit ist, kann sich der Täter nicht mit dem Einverständnis des Opfers rechtfertigen.